# Sphecomyrma freyi
Sphecomyrma freyi är en utdöd myrart som beskrevs av Wilson och Brown 1967. Sphecomyrma freyi ingår i släktet Sphecomyrma och familjen myror. Inga underarter finns listade i Catalogue of Life.